# Dettinger Bank
Die Dettinger Bank eG Volks- und Raiffeisenbank ist eine Genossenschaftsbank mit Sitz in der baden-württembergischen Gemeinde Dettingen an der Erms im Landkreis Reutlingen.

## Geschichte
Die Dettinger Bank eG Volks- und Raiffeisenbank wurde am 16. Dezember 1901 gegründet und hat sich bis heute ihre Eigenständigkeit bewahrt.

## Rechtsverhältnisse
Die Dettinger Bank eG Volks- und Raiffeisenbank ist im Genossenschaftsregister beim Amtsgericht Stuttgart unter GnR 360019 eingetragen.

## Organisationsstruktur
Rechtsgrundlagen sind das Genossenschaftsgesetz und die durch die Generalversammlung beschlossene Satzung. Organe der Bank sind der Vorstand, der Aufsichtsrat und die Generalversammlung.

## Sicherungseinrichtung
Die Dettinger Bank eG Volks- und Raiffeisenbank ist der amtlich anerkannten Sicherungseinrichtung des Bundesverbandes der Deutschen Volksbanken und Raiffeisenbanken GmbH und der zusätzlichen freiwilligen Sicherungseinrichtung des Bundesverbandes der Deutschen Volksbanken und Raiffeisenbanken e.V. angeschlossen.

## Geschäftsausrichtung
Die Dettinger Bank eG Volks- und Raiffeisenbank betreibt das Universalbankgeschäft. Im Verbundgeschäft arbeitet sie mit der DZ Bank, R+V Versicherung, Bausparkasse Schwäbisch Hall, Teambank, VR Leasing,  DZ Hyp und der Union Investment zusammen.

## Geschäftsgebiet
Das Geschäftsgebiet liegt im Norden des Landkreises Reutlingen.
Neben der Geschäftsstelle am Hauptsitz der Bank wird keine weitere Geschäftsstelle betrieben.